# Elecciones generales de Gabón de 1961
Las elecciones generales se llevaron a cabo en Gabón el 12 de febrero de 1961 para elegir a la Asamblea Nacional y al Presidente de la República. Fueron las primeras elecciones desde la independencia, el 17 de agosto de 1960. Léon M'Ba había fundado con los dos principales partidos políticos del país (el centroderechista Bloque Democrático Gabonés y la socialdemócrata Unión Democrática y Social de Gabón), la coalición conocida como Unión Nacional, que presentó una lista única y a él como candidato único, siendo elegido sin oposición. La participación electoral fue del 98.7%.

## Resultados

### Presidencial
| Candidato                          | Partido                            | Votos   | %    |
| ---------------------------------- | ---------------------------------- | ------- | ---- |
| Léon M'ba                          | Bloque Democrático Gabonés         | 315.335 | 100  |
| Votos en blanco/anulados           | Votos en blanco/anulados           | 1.344   | –    |
| Total                              | Total                              | 316.679 | 100  |
| Votantes registrados/participación | Votantes registrados/participación | 320.756 | 98.7 |
| Fuente: Nohlen et al.              |                                    |         |      |

### Legislativo
| Partido                            | Votos                              | %       | Escaños |
| ---------------------------------- | ---------------------------------- | ------- | ------- |
| Unión Nacional (BDG-UDSG)          | 315.335                            | 100     | 67      |
| Votos en blanco/anulados           | 1.344                              | –       | –       |
| Total                              | 316.679                            | 100     | 67      |
| Votantes registrados/participación | Votantes registrados/participación | 320.756 | 98.7    |
| Fuente: Nohlen et al.              |                                    |         |         |